# Nello Lauredi
Nello Lauredi, né le 5 octobre 1924 à Mulazzo (Italie) et mort le 8 avril 2001 à Saint-Laurent-du-Var, est un coureur cycliste d'origine italienne, naturalisé français le 31 décembre 1948. 
Professionnel de 1949 à 1958, il remporte 17 victoires.

## Biographie
Né en Italie, dans la province de Massa-Carrara, Nello Lauredi suit ses parents à Cannes où ils émigrent quand il a quatre ans. Comme son travail de boulanger l’occupe pendant la nuit, il ne peut pas courir avant d'être inscrit dans une équipe cycliste locale à l’âge de vingt ans.
C’est en 1948 que viennent les premiers résultats importants en même temps que la nationalité française, ce qui lui permet de participer dans l’équipe de France à la Grande Boucle. Dans son palmarès, figurent trois Critériums du Dauphiné Libéré, avec le gain de cinq étapes et une deuxième place finale, ainsi qu’une deuxième place dans un Paris-Nice ; il court également neuf Tours de France, remportant trois étapes et portant le maillot jaune en 1952 pendant quatre jours.
Il prend sa retraite en 1959.

## Palmarès et résultats

### Palmarès par année
- 1948
  - Grand Prix des Sive vêtements
- 1949
  - 2e du Grand Prix de Nice
- 1950
  - 3e étape du Circuit de la Côte d'Or
  - Critérium du Dauphiné libéré :
    - Classement général
    - 3e et 5ea étapes

  - 7e étape du Tour de France
  - 2e du Grand Prix de Cannes
  - 9e de Milan-San Remo
- 1951
  - Critérium du Dauphiné libéré :
    - Classement général
    - 6ea étape

  - 2e du Grand Prix de Nice
- 1952
  - 4e et 5e étapes du Critérium du Dauphiné libéré
  - Paris-Limoges
  - 3e étape du Tour de France
  - 2e du Critérium du Dauphiné libéré
  - 2e du Circuit des villes d'eaux d'Auvergne
  - 2e du Tour de Haute-Savoie
- 1953
  - 13e étape du Tour de France
  - 2e du Tour du Sud-Est
  - 8e du Tour de France
- 1954
  - Classement général du Critérium du Dauphiné libéré
  - 2e de Paris-Nice
- 1956
  - 2e du Circuit d'Aquitaine
  - 6e de Paris-Roubaix
  - 7e du Tour de France

### Résultats sur les grands tours

#### Tour de France
9 participations
- 1949 : 18e
- 1950 : 37e, vainqueur de la 7e étape
- 1951 : 11e
- 1952 : 19e,  maillot jaune pendant 4 jours
- 1953 : 8e, vainqueur de la 13e étape
- 1954 : 11e
- 1955 : abandon (15e étape)
- 1956 : 7e
- 1957 : abandon (16e étape)

#### Tour d'Italie
3 participations
- 1950 : 15e
- 1955 : 14e
- 1956 : abandon

#### Tour d'Espagne
1 participation
- 1955 : 23e